# Callipia aurata
Callipia aurata là một loài bướm đêm trong họ Geometridae.